# معرض الترفيه الإلكتروني 2019
معرض الترفيه الإلكتروني 2019 (بالإنجليزية: E3 2019)‏ هو المؤتمر الصحفي الخامس والعشرون لمعرض الترفيه الإلكتروني، حيث قدم مصنعو الأجهزة ومطورو البرمجيات والناشرون لصناعة ألعاب الفيديو بمنتجات جديدة وقادمة للحضور، وبشكل أساسي تجار التجزئة وأعضاء صحافة ألعاب الفيديو. أقيم الحدث، الذي نظمته جمعية برامج الترفيه (ESA)، في مركز مؤتمرات لوس أنجلوس في الفترة من 11 إلى 13 يونيو 2019. وعقدت العديد من الشركات مؤتمراتها الصحفية في الأيام السابقة، باستثناء شركة سوني التي تخطت الحدث لأول مرة.
لم يتم الكشف عن أي أجهزة ألعاب جديدة، على الرغم من أن مايكروسوفت أعلنت أنها بدأت العمل على الجيل التالي من أجهزة إكس بوكس، في حين ناقشت سوني أعمالها التحضيرية لأنظمة بلاي ستيشن التالية، وكلاهما تم إصداره في عام 2020. ركزت معظم الإعلانات في إي ثري على الجديد ألعاب، من المقرر إطلاق العديد منها من أواخر عام 2019 حتى أوائل عام 2020. تم التركيز بشدة على خدمات الاشتراك، مثل إكس بوكس غيم باس ويوبلاي بلس، بالإضافة إلى خدمات البث مثل ستاديا.

## التنسيق والتغييرات
أقيم معرض إي ثري 2019 في الفترة من 11 إلى 13 يونيو 2019 في مركز مؤتمرات لوس أنجلوس. في الأيام السابقة، عقد كبار الناشرين مؤتمرات صحفية، عادةً كعرض تقديمي مباشر في مسرح كبير مع بث متدفق، أو من خلال بث مقاطع مسجلة مسبقًا، لتسليط الضوء على الألعاب الجديدة المخطط لها في العام المقبل. خلال فترة العرض، قام المطورون والناشرون بإدارة أكشاك العرض التي سمحت لأعضاء الصناعة والصحافة وممثلي التجزئة والجمهور بتجربة الألعاب الجديدة والتحدث مع المبدعين. أقيمت عدة أحداث جانبية في أماكن قريبة، بما في ذلك بطولات ألعاب الفيديو.
كما هو الحال مع معرض الترفيه الإلكتروني 2017 ومعرض الترفيه الإلكتروني 2018، قدمت جمعية برامج الترفيه ما يصل إلى 15000 شارة وصول للجمهور إلى الحدث.
انتهى عقد ESA السابق مع مركز مؤتمرات لوس أنجلوس مع إي ثري 2019، وذكرت جمعية برامج الترفيه أنها ربما تبحث عن أماكن أخرى لـ معرض الترفيه الإلكتروني 2020 وما بعده. طلبت جمعية برامج الترفيه من مركز المؤتمرات والمدينة مساحة إضافية قريبة، وبينما توجد خطط لفتح المزيد بحلول عام 2020، ظلت جمعية برامج الترفيه غير متأكدة مما إذا كان هذا سيكون كافياً للعرض التالي. أعادت جمعية برامج الترفيه التفاوض مع مركز المؤتمرات حتى عام 2023، على الرغم من أنها تركت خيار إنهاء العقد إذا رغبت في ذلك.
أعلنت شركة سوني إنتراكتيف إنترتينمنت أنها لن تحضر معرض الترفيه الإلكتروني 2019، بعد أن كانت حاضرة في جميع العروض منذ بداية العرض. صرح الرئيس التنفيذي لشركة سوني، شون لايدن، في مقابلة أجريت في فبراير 2019 أنه مع التغييرات في مشتريات تجار التجزئة، فإن تحولهم الخاص إلى عدد أقل من العناوين ذات الجودة العالية، والانتشار السريع للأخبار عبر الإنترنت أن إقامة معرض تجاري في أواخر يونيو لم يعد مفيدًا وأنه كان على شركة سوني إنشاء تجربة وجهة الخاصة بها على بلاي ستيشن في فبراير لتأمين مبيعات تجار التجزئة. صرحت كل من مايكروسوفت ونينتندو أنهما ستستمران في حضور مؤتمر إي ثري. نظرًا لعدم وجود شركة سوني، اجتذب العرض حوالي 3000 شخص أقل من المعرض السابق في عام 2018، ليصبح إجمالي الحضور 66100.

## المؤتمرات الصحفية

### مايكروسوفت

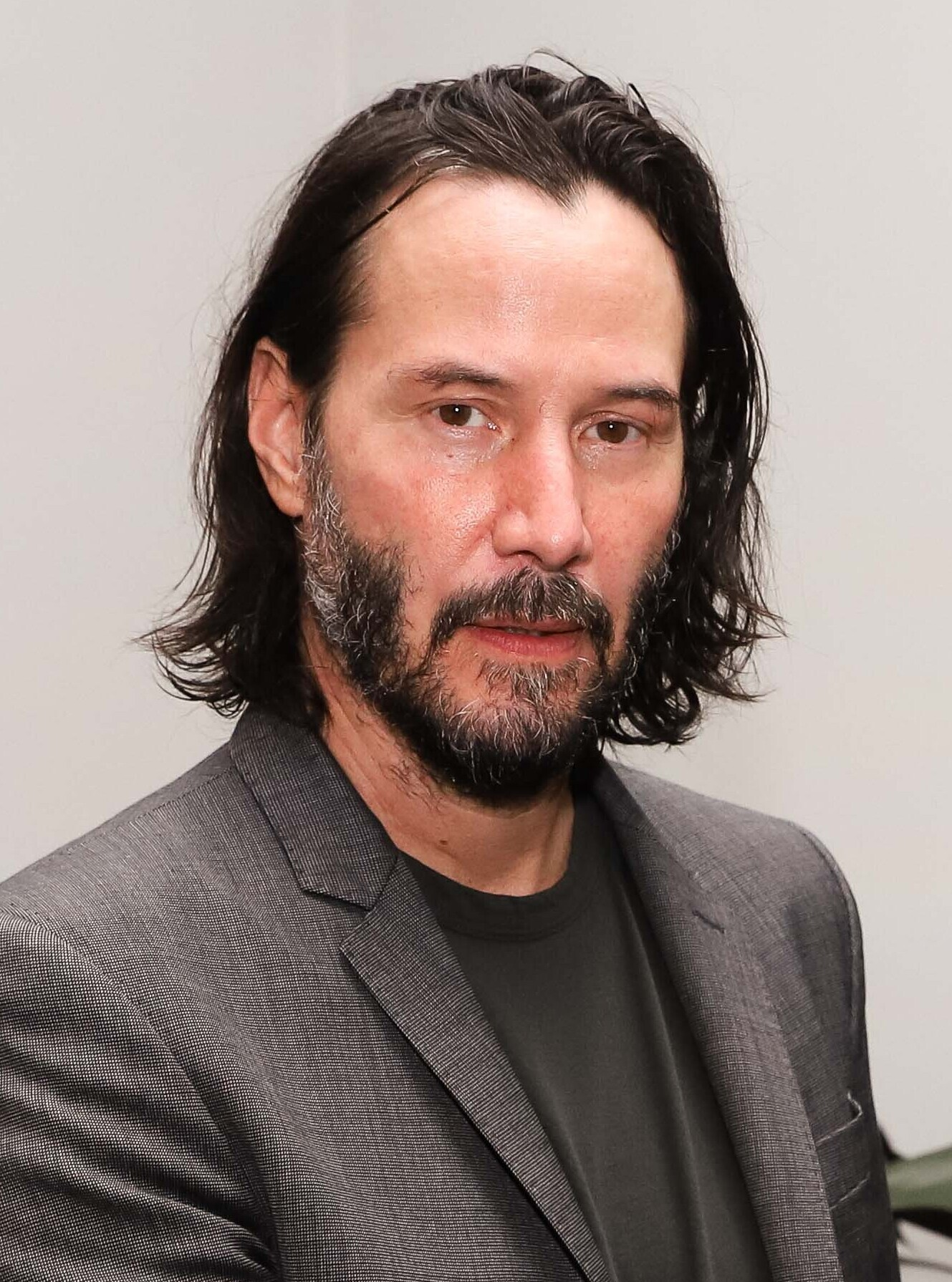
كان ظهور كيانو ريفز خلال عرض مايكروسوفت لسايبر بانك 2077 أحد أكثر الأحداث التي نوقشت في معرض الترفيه الإلكتروني 2019.

قدمت مايكروسوفت مؤتمرها الصحفي في مسرح مايكروسوفت في 9 يونيو 2019. كما قاموا بعرض الألعاب من خلال إنسايد إكس بوكس في 10 يونيو 2019. ومن بين الألعاب التي تم الترويج لها خلال العرض، ذا أوتر ورلدز وبليدينغ إدج وأوري أند ذا ويل أوف ذا ويسبس وماينكرافت دونجنس. ستار وورز جيدي: فالين أوردر وبلير ويتش وسايبر بانك 2077 وسبيريتفارير وباتل تودز وذا ليجند أوف رايت ومايكروسوفت فلايت سيميولتر وأيج أوف إمبايرز II: ديفينيتيف إديشن وواست لاند 3 وسايكوناتس 2 وليجو ستار وورز: ذا سكاي والكر ساجا ودراغون بول زد: كاكاروت، 12 مينيتس، واي تو ذا وودز، غيرز 5، داينغ لايت 2، فورزا هوريزون 4: ليغو سبيد تشامبيونس، ستيت أف ديكاي 2: هارت لاند، فانتاسي ستار أونلاين 2، كروس فاير إكس، تيلز أوف أرايز، بوردرلاندز 3، وخاتم إلدن. أعلنت مايكرسوفت أيضًا عن استحواذها على دابل فاين برودكشن وحقوق النشر لسايكوناتس 2.
تضمنت إعلانات الخدمة والأجهزة من مايكروسوفت إصدار ويندوز 10 من خدمة الاشتراك في إكس بوكس غيم باس (والتي سيتم تضمينها في خدمة «غيم باس ألتميت» الأكبر، المجمعة مع إصدار الجهاز واشتراك إكس بوكس لايف غولد)، ستتلقى منصة الألعاب السحابية «بروجت إكس كلاود» الخاصة بها إصدارًا تجريبيًا عامًا في أواخر عام 2019، بالإضافة إلى إصدار محدث من وحدة تحكم إيلتي.
قامت مايكروسوفت أيضًا بمضايقة «بروجكت سكارليت»، وهو خليفة إكس بوكس ون.
أثناء العرض التقديمي لـ سايبر بانك 2077، أخذ كيانو ريفز الكلمة لفترة وجيزة ليكشف أنه كان يعبر عن شخصية تشبهه في اللعبة. عندما خرج، صرخ أحد المعجبين: «أنت تخطف الأنفاس!»، وأشار ريفز إليه وردّ على الجمهور، «أنت تخطف الأنفاس! كل شيء مبهر!» أصبحت عبارة ريفز منذ ذلك الحين ميم على الإنترنت. أثناء التخطيط لمعرض الترفيه الإلكتروني 2020، قال رئيس جمعية برامج الترفيه، ستانلي بيير لويس، إن لحظة ريفز غير المتوقعة كانت شيئًا استلهموا منه وأرادوا المساعدة في تحديد الإمكانات في معرض الترفيه الإلكتروني 2020 والمعارض المستقبلية.

### بيثيسدا سوفت ووركس
عقدت بيثيسدا سوفت ووركس مؤتمرها الصحفي في 9 يونيو 2019. تضمنت الألعاب المميزة فول أوت 76 وذا إيلدر سكرولز: بلايدز وجوست واير: طوكيو وذي إلدر سكرولز أونلاين وكوماندير كين موبايل وذا إيلدر سكرولز: ليجندز وريج 2 وولفينشتاين: سايبربيلوت وولفينشتاين: يانغ بلود وديثلوب ودوم إيترنال. وكشفوا أيضًا عن برنامج أوريون الخاص بهم، وهو حزمة وسيطة تهدف إلى المساعدة في تحسين السرعة وزمن الانتقال لممارسة الألعاب عبر البث.

### ديفولفر ديجيتال
قدمت ديفولفر ديجيتال «مؤتمرها الصحفي الكبير الثالث» - استمرارًا من قصة الأقساط السابقة بعرض «ديفولفر دايركت» الذي يسخر مباشرةً من نينتندو دايركت. عرض الفيديو المسجل مسبقًا العديد من الألعاب، بما في ذلك كاريون وفال غايز: ألتيميت نوكاوت ومحتوى DLC مجاني جديد لبرنامج ذا مسينجير وديفولفير بوتليغ - وهو تجميع للعديد من إصدارات «بوتليغ» لعناوين ديفوليفر الحالية (بما في ذلك إنتر ذا غانغيون وهوت لاين ميلووكس من بين آخرين). أعلن ديفولفر أيضًا عن دخول غانغيون: هاوس أوف ذا غانديد، وهي لعبة إطلاق نار بمسدس خفيف.

### بي سي غيمينغ شو
قدمت بي سي غيمر حدث عرض ألعاب الكمبيوتر الشخصي في 10 يونيو 2019. من بين المطورين والناشرين الذين تم تقديمهم: أنابورنا إنتراكتيف وتشاكفليش وديجيتال إكستريمس وديجيتال أبركت وإيبك غيمز وإي-وِن وفاتشارك وفيلو ترافيلر وفرونتير دفلوبمنتس وفنكوم ومودوس غيمز وبارادوكس إنتراكتيف وبيرفيكت ورلد إنترتينمنت وراو فيوري وريبيلين وري-لوجيك وتريبواير إنتراكتيف. من بين الألعاب المقدمة إيفل جينيوس 2 وفامبير:ذا ماسكويراد بلودلاينس 2 وستارمانسر والفرسان المحاربون 2 وموسايك وكوانتوم إيرور وميدنايت غوست هانت وأنكسبلورد 2: آه وايفاريرز جورني وغيرها من الألعاب.

### يوبي سوفت
بثت يوبي سوفت مؤتمرها الصحفي في 10 يونيو 2019. من بين الألعاب المميزة، واتش دوغز: ليجن، وتوم كلانسيز رينبو سكس سيج، وبراولهالا، وتوم كلانسيز غوست ريكون بريكبوينت (بما في ذلك عرض موجز من قبل جون بيرنثال)، وتوم كلانسيز إليتي سكواد، وجاست دانس 2020، وفور أونور، وتوم كلانسيز رينبو سكس كوارانتين وتوم كلانسيز ذا ديفيجن 2، ورولر تشامبيونز، والآلهة والوحوش.
أعلنت يوبي سوفت عن خدمة الاشتراك «يوبلاي بلس» الخاصة بها في كتالوج الألعاب لمستخدمي الكمبيوتر الشخصي وبعد ذلك على ستاديا، بدءًا من سبتمبر 2019. بالإضافة إلى الألعاب، أعلنت يوبي سوفت أنه ستكون هناك جولة أساسنز كريد السيمفونية في عام 2019، والتي تضم موسيقى من الألعاب المختلفة. أعلن روب ماكيلهيني أنه سينتج ويؤدي دور البطولة في سلسلة مستوحاة من يوبي سوفت تسمى ميشك كويست لأبل تي في.

### سكوير إنكس
بثت سكوير إنكس إعلانها الذي تم بثه في 10 يونيو 2019. وقد احتلت سوني هذه الفتحة سابقًا واستخدمتها في مؤتمرها الصحفي في السنوات السابقة. تتضمن الألعاب المميزة: فاينل فانتازي 7 ريميك ولايف إز سترينج 2 وفاينل فانتازي كريستال كرونيكلز وأوكتوباث ترافيلر وآخر البقايا ريماسترد وبناة مسعى التنين 2 ومسعى التنين 11 إس وسيركوت سوبرستارز وكينغدوم هارتس 3 وباتليون 1944 وفاينل فانتسي 14 وداينغ لايت 2 ورومانسينغ ساجا 3 وساجا: سكارليت غرايس وفاينل فانتسي برايف إكسفيوس ووار أوف ذا فيجينز: فاينل فانتسي برايف إكسفيوس وأوترايدرز وأونيناكي وفاينل فانتازي 8 وأفنجرز.

### نينتندو
عقدت نينتندو عرض نينتندو دايركت لمعرض الترفيه الإلكتروني في 11 يونيو 2019. تضمنت الألعاب المميزة سوبر سماش برذرز ألتميت ومسعى التنين 11 ولويجيز مانشن 3 والبلورة المظلمة: عصر تكتيكات المقاومة وذا ليجند أوف زيلدا: لينكس آوايكنينغ وترايلز أوف مانا وكولكشن أوف مانا وذا ويتشر 3: وايلد هانت وفاير إمبلم: ثري هاوسيس، ريزدنت إيفل 5، ريزدنت إيفل 6، نو مور هيروز 3، كونترا: روج كروبس، كونترا أننيفيرساري كولكشن، ديمون إكس ماتشينا، بانزر دراغون، بوكيمون سورد وشيلد، أسترل تشين، إمباير أوف سين، مارفل أولتميت آلينس 3: ذا بلاك أوردر، وكادنس أوف هايرول، وماريو أند سونيك آت ذا طوكيو 2020 أولمبيك غيمز، وأنيمل كروسينغ: نيو هورايزنس، وتكملة للعبة ذا ليجند أوف زيلدا: بريث أوف ذا وايلد. دخلت نينتندو في مزيد من التفاصيل حول هذه الألعاب والعناوين الأخرى من خلال حدث تريهاوس لايف الذي تم بثه خلال المؤتمر.

## مؤتمرات أخرى

### شيكاغو غيم شو
عرض في شيكاغو غيم شو هذه الألعاب: بيوموتانت، سايكوناتس 2، بوابة بلدور 3، جورني تو ذا سافاج بلانيت، جونغريف: جور، بيوند غود أند إيفل 2، هيلو إنفنت، زومبي أرمي 4: ديد وار، الآلهة والوحوش، ريج 2، آري وسر المواسم، كول أوف ديوتي: مودرن وورفير وغيرها.

### ستاديا
على الرغم من أن غوغل لم تحضر المعرض، فقد قدمت معلومات مفصلة حول منصة بث ألعاب ستاديا في 6 يونيو 2019 قبل الحدث مباشرة. من بين الألعاب التي تم إبرازها خلال العرض التقديمي لمنصة ستاديا، تضمنت بوابة بلدور 3 وغوست ريكون بريكبوينت وغيلت وغيت باكد وتوم كلانسيز ذا ديفيجن 2 وديستني 2.

### بنجي
أجرى بنجي عرضًا متدفقًا حول التغييرات القادمة على ديستني 2 في 6 يونيو 2019، بعد عرض جوجل التقديمي على ستاديا. من بين التغييرات الرئيسية التي تم الإعلان عنها الكشف عن التوسعة الرئيسية التالية، شادوكيب، اللعبة التي تتبنى نموذجًا مجانيًا للعب، والحفظ المتقاطع عبر الأنظمة الأساسية، وتحويل توزيع الكمبيوتر من باتل دوت نيت إلى ستيم، ودعم جديد لستاديا.

### إلكترونيك آرتس
كما هو الحال في معارض الترفيه الإلكتروني القليلة الماضية، لم تشارك إلكترونيك آرتس (إي أيه) بشكل مباشر مع المعرض، ولكنها عقدت بدلاً من ذلك حدث إي أيه بلاي العام في الأسبوع السابق للمعرض، في الفترة من 8 إلى 9 يونيو 2019، في هوليوود بالاديوم. لم يكن لدى إي أيه إحاطة إعلامية، وبدلاً من ذلك قدمت العديد من البث المباشر في 8 يونيو 2019 لألعابها، مع التركيز على ستار وورز جيدي: فالين أوردر وأبيكس ليجندز وباتلفيلد 5 وفيفا 20 ومادن إن إف إل 20 وذي سيمز 4. خلال هذه التدفقات، أعلنت الشركة أيضًا عن ثلاثة ألقاب جديدة لبرامجها الأصلية من إي أيه، راستهارت من غلومايد، لوست إن راندوم من زونيك، وعنوان غير مسمى من هازيلايت ستوديوز.